# Ihsan Aba Sharahd
Ihsan Aba Sharahd es un deportista jordano que compitió en taekwondo. Ganó una medalla de plata en el Campeonato Asiático de Taekwondo de 1988, en la categoría de –54 kg.

## Palmarés internacional
| Campeonato Asiático | Campeonato Asiático | Campeonato Asiático | Campeonato Asiático |
| Año                 | Lugar               | Medalla             | Categoría           |
| ------------------- | ------------------- | ------------------- | ------------------- |
| 1988                | Katmandú (Nepal)    | Medalla de plata    | –54 kg              |